# Jesús Moraza Ruiz de Azúa
Jesús Moraza Ruiz de Azúa (Araya, Álava, 27 de marzo de 1945) es un religioso español agustino recoleto. Es obispo prelado emérito de Lábrea, Brasil.

## Vida

### Primeros años
Realizó sus estudios en humanidades en Lodosa (1956-1959) y Fuenterrabía (1959-1964). Tomó los hábitos recoletos el 5 de septiembre de 1964 en Monteagudo. Al año siguiente, profesó sus votos. Estudió teología en el convento de Marcilla, donde fue ordenado sacerdote el 6 de julio de 1969 por monseñor Francisco Javier Ochoa.
El 21 de agosto de 1970 se trasladó a Lábrea, Brasil junto a otros seis voluntarios, con la tarea de reavivar la misión. Hasta 1975, fue misionero en Tapauá. Ese año se trasladó a la parroquia de Lábrea. Fue vicario general de la prelatura, coordinador de pastoral y delegado provincial de los religiosos. El 3 de mayo de 1985, encontró el cadáver de la religiosa Cleusa Coelho, M.A.R., martirizada seis días antes. Entre 1989 y 1990, estudió teología en el Instituto Social León XIII en Madrid. Hasta 1994, trabajó en una parroquia de Getafe.

### Episcopado
Estando en Getafe, fue nombrado obispo prelado de Lábrea por Juan Pablo II. Fue consagrado el 19 de marzo de 1994 en la catedral de Getafe por el nuncio de su Santidad en España, Mario Tagliaferri.